# مجموعة شيفول

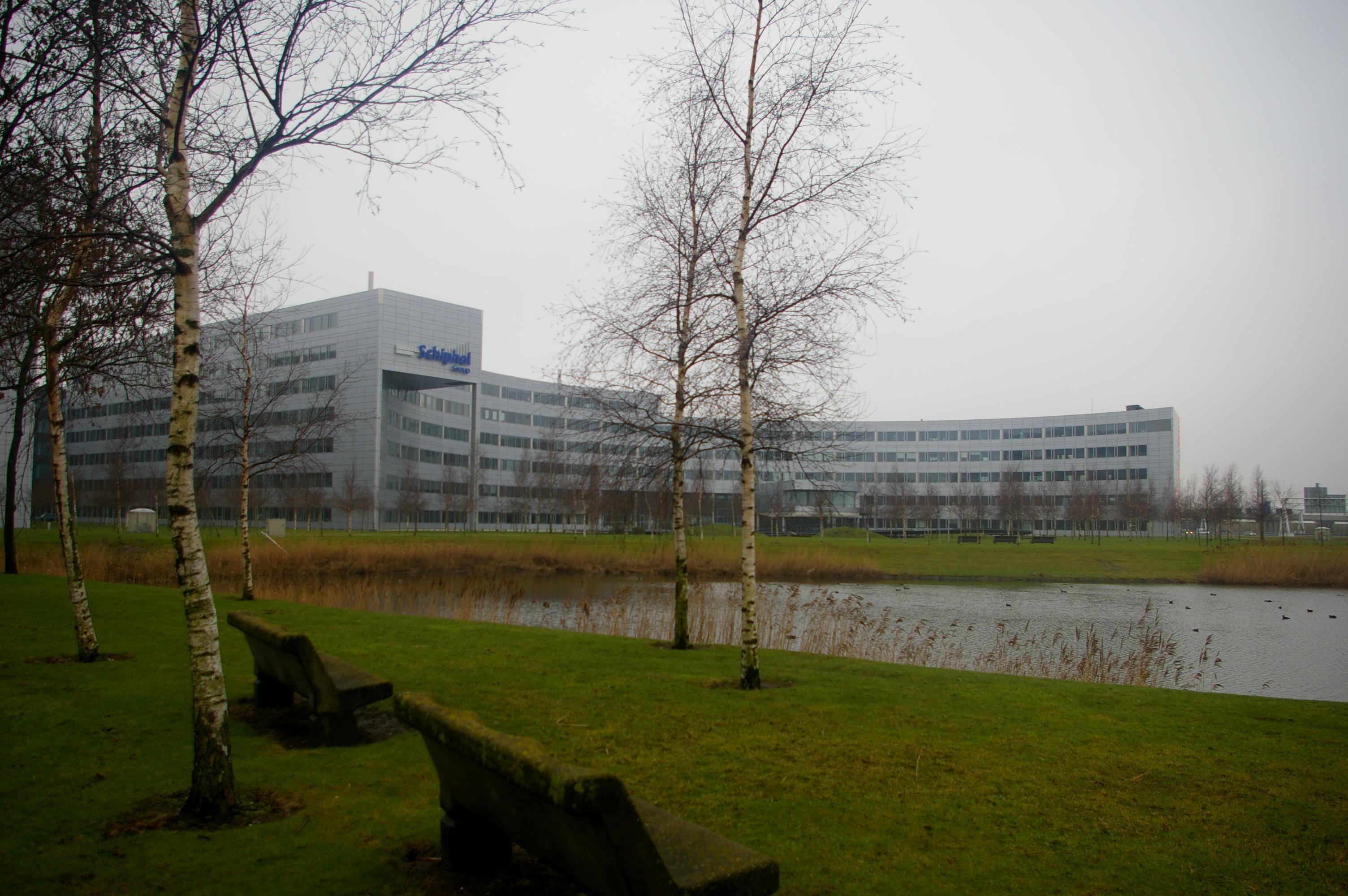
مكاتب مجموعة شيفول

مجموعة شيفول الملكية هي شركة هولندية لإدارة المطارات.

تم تأسيسها خلال عام 1916 بالاشتراك مع مطار أمستردام شيفول، بعد أن كانت مسؤولة عن التشغيل والتطوير طوال عمرها التشغيلي.  خلال أكتوبر 2008، أدى التوافق الاستراتيجي بين مجموعة شيفول والمطارات في باريس إلى تشكيل أكبر مجموعة شركات مطارات في العالم. يقع مكتبها الرئيسي على أراضي شيفول في هارلمرمير، هولندا.

## روابط خارجية
- سكيبول المجموعة
- سكيبول المجموعة (بالهولندية)